# AlltheWeb
AlltheWeb was een zoekmachine voor internetcontent, gebaseerd op de database van het Amerikaanse Yahoo!. AlltheWeb was van Noorse oorsprong; de zoekmachine werd in 1999 geïntroduceerd door het Noorse Fast Search & Transfer. Later werd het overgenomen door het Amerikaanse bedrijf Overture, dat op zijn beurt werd overgenomen door Yahoo!.
Aanvankelijk concurreerde AlltheWeb met Google door een betere database en meer geavanceerde zoekmethoden, zoekclusters en een voor de gebruiker naar eigen voorkeuren in te delen indeling. In april 2011 werd AlltheWeb stopgezet. Gebruikers worden sindsdien automatisch doorverbonden met Yahoo.